# Sveinung Aarnseth

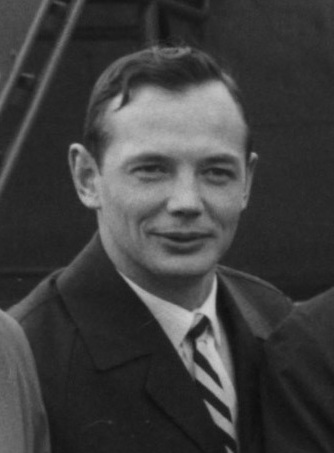
Sveinung Aarnseth năm 1964

Sveinung Aarnseth (15 tháng 5 năm 1933 - 9 tháng 3 năm 2019) là một cầu thủ bóng đá và nha sĩ người Na Uy. Aarnseth bắt đầu sự nghiệp bóng đá của mình ở vị trí tiền đạo, nhưng sau đó được chuyển sang đá trung vệ. Đáng chú ý nhất, ông đã chơi cho SFK Lyn từ năm 1960 đến năm 1968, nơi ông đã chơi tổng cộng 113 trận, ghi được 18 bàn thắng ở giải đấu hàng đầu của giải VĐQG Na Uy. Là một thành viên của Lyn, ông đã vô địch giải đấu Na Uy hai lần (1964 và 1968), và Cúp Na Uy hai lần (1967 và 1968). Ông cũng đã giành được năm lần khoác áo quốc tế cho Na Uy, có trận ra mắt trước Thụy Điển vào tháng 9 năm 1964.
Aarnseth cũng chơi một thời gian ngắn cho VVV-Venlo vào năm 1957, chơi bảy trận ở Eredivisie và được cho là người Na Uy đầu tiên ở cấp độ cao nhất của bóng đá Hà Lan, đồng thời hoàn thành chương trình học về nha khoa. Ông đã làm việc 40 năm với tư cách là nha sĩ tại Lysaker và cũng cư trú tại Bærum.